# Margarella whiteana
Margarella whiteana is een slakkensoort uit de familie van de Calliostomatidae. De wetenschappelijke naam van de soort is voor het eerst geldig gepubliceerd in 2002 door Linse.